# The Song of the Birds
 (septembre 2016).
Si vous disposez d'ouvrages ou d'articles de référence ou si vous connaissez des sites web de qualité traitant du thème abordé ici, merci de compléter l'article en donnant les références utiles à sa vérifiabilité et en les liant à la section « Notes et références ».
Pour plus de détails, voir Fiche technique et Distribution.
The Song of the Birds est un cartoon de 1935 produit par Fleischer Studios de Max Fleischer. Il fait partie de la série Color Classics.

## Synopsis
Un enfant jouant avec un fusil vient à tirer sur un oisillon. Prenant conscience de son acte, l'enfant regrette très vite son geste. Par la suite, les autres oiseaux organisent des funérailles pour l'oisillon et l'enfant est déprimé de voir cela. Vers la fin de la cérémonie, la pluie se met à tomber et réanime le petit oiseau. Heureux de voir cela, l'enfant se débarrasse de son fusil et se réconcilie avec les oiseaux.

## Autour du film
Ce cartoon a été censuré car il montre une arme à feu dans les mains d'un enfant.[réf. nécessaire]
Dans un épisode de Little Audrey c'est une copie de celui-ci et cet épisode est censuré aussi.